# Robert Maxwell, V Lord Maxwell
Robert Maxwell, V Lord Maxwell (1493 – 9 luglio 1546), è stato un nobile, militare e politico scozzese.
Fu membro del consiglio di Reggenza, per il Regno di Scozia nel 1536 e Reggente per le isole Arran e, come suo padre, rivestì la carica di capo all'interno del Clan Maxwell. Membro preminente della nobiltà scozzese e noto in ambienti politici e militari, fu Lord Gran Ammiraglio nel 1513, membro del concilio reale di Giacomo V di Scozia e rivestì la carica di Lord Prevosto d'Edimburgo nel 1524, 1527 e 1535. Nel 1537 fu uno degli ambasciatori mandati in Francia per negoziare gli accordi per il matrimonio fra Giacomo e Maria di Guisa.

## Biografia
Robert Maxwell nacque nel 1493 da John Maxwell, V Lord di Maxwell che morì alla Battaglia di Flodden Field il 9 settembre 1513, e da Agnes Stewart (figlie di Sir Alexander Stewart di Garlies). 
Robert venne nominato erede delle proprietà paterne il 4 novembre 1513 e attorno allo stesso periodo venne nominato renggente per l'isola di Arran, carica che gli dava il pressoché totale controllo sull'isola. Altri, prima e dopo di lui, all'interno del Clan Maxwell raggiunsero alti gradi di distinzione, ma nessuno ebbe mai il successo che riuscì ad avere lui. 
Del suo periodo come Reggente non si sa molto se non che spese assai poco tempo sull'isola. Al tempo della battaglia di Flodden egli era ammiraglio di una flotta che probabilmente si stava dirigendo in Francia, ma il viaggio s'interruppe ed arrivarono a Kirkcudbright il giorno dopo la battaglia. Robert immediatamente cinse d'assedio la cittadina di Lochmaben e il 26 novembre venne nominato guardiano e capitano del Castello di Threave. Tre anni dopo alla caduta in disgrazia di Alexander Home, III signore di Home (che venne decapitato nel 1516 a seguito di contrasti tanto aspri con il reggente John Stewart, che lo portarono a ribellarsi contro di lui), Robert ereditò le sue terre e l'anno dopo venne nominato Guardiano delle Marche occidentali.
A seguito del ritorno in Scozia di Archibald Douglas, VI conte di Angus, marito di Margherita Tudor, Robert entrò a far parte della cerchia della regina. Egli venne coinvolto nello spostamento di Giacomo V di Scozia da Stirling a Edimburgo, avvenuto il 26 luglio 1524, quando il re era appena dodicenne, e poco dopo venne nominato Lord Provosto della città; sempre nello stesso periodo prese parte al piano che avrebbe condotto Giacomo alla nominale presa del potere, nel mese di novembre, con l'ausilio della madre. Robert entrò a far parte del consiglio che avrebbe aiutato Margherita nella reggenza; tuttavia il divorzio della regina da Angus cambiò l'atteggiamento di Robert verso di lei, così come mutò quello di molti altri nobili e, non appena il re divenne quattordicenne nel 1526, Robert divenne uno degli uomini incaricati di assistere Angus nella custodia del re e nella gestione dei suoi affari.
Giacomo era tutt'altro che lieto di dover sottostare all'autorità del patrigno e nel 1528 riuscì a scappare dal Falkland Palace per dirigersi verso Stirling: era il mese di luglio e da quel momento Giacomo decise di governare da solo. Robert si staccò in tempo da Angus e venne scelto per essere fra coloro che avrebbero fatto parte del nuovo consiglio. Di nuovo fu nominato Provosto di Edimburgo e in agosto sventò un tentativo di Angus di prendere la città: anzi egli si trovò privato di parte delle sue terre, che andarono a Robert.
Come molti nobili del sud, Robert dava il proprio involontario appoggio ai raid che si svolgevano di continuo lungo i confini del paese e, nel 1528, fu costretto da Angus a risarcire gli inglesi dei danni derivanti dall'incendio di Arthuret: questa potrebbe essere una delle cause dell'ostilità fra i due. 
Nel 1529 Giacomo sembrava determinato a punire i razziatori e per questo gli sembrò opportuno porre Robert ed altri nobili locali sotto custodia presso il Castello di Edimburgo, ma dopo il ritorno del re vennero rilasciati dietro un rinnovato impegno di fedeltà al sovrano. Nel 1530 Giacomo fece giustiziare il famoso Border Reivers John Armostrong che era, almeno in parte, sotto la protezione di Robert; questo non gli fece evidentemente piacere, ma già nel 1533 i rapporti fra lui e il sovrano erano tornati ad essere buoni.
Robert mantenne comunque le sue abitudini da razziatore tanto che nel 1536 sconfinò in Inghilterra e bruciò il villaggio di Penrith; tuttavia questo non guastò i suoi rapporti con Giacomo, che lo nominò reggente mentre egli si recava in Francia per sposarsi con Madeline di Valois. Il matrimonio durò poco più di sei mesi: la giovane morì in luglio e in dicembre Robert venne mandato in Francia a negoziare le seconde nozze del re con Maria di Guisa.
In qualità di Lord Grande Ammiraglio di Scozia, Robert guidò una spedizione militare nelle isole Orcadi nel 1540; due anni dopo si mise alla testa di centinaia di uomini diretto verso i confini occidentali, ma - poco prima di incontrare gli inglesi a quella che sarebbe divenuta nota come la Battaglia di Solway Moss - Oliver Sinclair (morto forse 1576), uno dei nobili favoriti da Giacomo V, si presentò con l'ordine di cedere a lui il comando. La confusione che si generò non fece altro che facilitare la vita agli inglesi che vinsero in maniera decisa e, nella confusione che seguì, Robert venne catturato.
Egli venne portato a Londra insieme ad altri nobili prigionieri: secondo l'ambasciatore Eustace Chapuys erano 23 i nobili scozzesi che vennero portati alla Torre di Londra il 20 dicembre per essere poi rilasciati il giorno dopo e venire alloggiati presso le case di altri nobili.
La morte di Giacomo, avvenuta pochi giorni prima, produsse infatti dei cambiamenti nella politica di Enrico VIII d'Inghilterra tanto da fargli decidere che gli ostaggi potevano essere liberati dietro il pagamento di un riscatto e vincolandosi a lui per aiutarlo, anche con la forza se necessario, a portare a compimento il matrimonio che progettava fra suo figlio Edoardo e la piccola Maria Stuarda figlia del defunto Giacomo.
Robert era a Carlisle nel marzo del 1543 e scrisse a Maria di Guisa; nell'organizzare il transito dei suoi servitori francesi che portarono un messaggio a Charles Brandon, I duca di Suffolk, riferì che la regina era favorevole alle nozze fra i due.
Il cardinale David Beaton si oppose strenuamente al matrimonio fra la cattolica Maria e il protestante Edoardo, ma Robert rispose alla sua ostilità adoperandosi perché fosse promulgato un atto che dava libertà a tutti di leggere la Bibbia in lingua inglese o scozzese.
Robert fu, insieme a Hugh Somerville, V Signore di Somerville (1484 circa-1549) uno dei principali agenti di Angus nei suoi intrighi a favore di Enrico VIII: nell'ottobre del 1543 lui e Somerville vennero catturati dall'arcivescovo John Hamilton e vennero portati presso il castello di Edimburgo.
Poco dopo venne rilasciato e si unì a Matthew Stuart; venne catturato alla Battaglia di Glasgow che si tenne il 1º aprile 1544, ma, con l'avvicinarsi delle truppe inglesi a Leith, due mesi dopo Robert venne nuovamente rilasciato.
Ora però era Enrico a nutrire sospetti sulla sua fedeltà e per questo lo portò alla Torre e, perché potesse provare la sua lealtà, gli venne offerto di servire Edward Seymour, I duca di Somerset con una croce rossa sull'armatura a segno della sua fedeltà all'Inghilterra. Robert accettò e nell'agosto 1545 rimase prigioniero al Castello di Pontefract; liberato ancora una volta, gli venne permesso di tornare in Scozia nell'ottobre dello stesso anno perché ponesse l'avito Castello di Caerlaverock sotto la custodia inglese. Beaton ai primi di novembre riuscì a mettere le mani sui suoi castelli e Robert, ancora prigioniero, venne portato a Dumfries dove asserì di aver eseguito gli ordini di Enrico perché temeva per la propria vita. 
Il 12 gennaio 1546 venne perdonato e fu nominato giudice capo ad Annandale; il 3 giugno dello stesso anno fu nominato guardiano delle marche occidentali e, il 9 luglio successivo, Robert spirò.

## La famiglia
Dalla moglie Janet Douglas Robert ebbe:
- Robert Maxwell, VI Signore di Maxwell
- John Maxwell
- Margaret Maxwell che venne data in sposa a Archibald Douglas, VI conte di Angus

La sua seconda moglie fu Lady Agnes Stewart, una delle figlie illegittime di James Stewart, I conte di Buchan, zio di Giacomo III di Scozia